# シンカ語族
シンカ語族（シンカごぞく、Xincan languages）は、消滅したメソアメリカ先住民の孤立した言語または小さな語族である。エスノローグでは孤立した言語とするが、実際には少なくとも4つの言語が存在したことが知られる。かつてシンカ族によって、グアテマラ南東部、エルサルバドルの大部分、ホンジュラスの一部で話されていた。

## 分類
シンカ語とほかの語族との関連は実証されていない。ヴァルター・レーマン(1920)はシンカ語をレンカ語と結びつけようとしたが、この提案は実証されたことがない。シンカ語はかつて孤立した言語と考えられていたが、近年の研究の大部分は実際には語族であったことを示している。

### 下位区分
- ユピルテペケ語 - 1920年以前に消滅した。かつてフティアパ（英語版）でも話されていた。
- フマイテペケ語 - フマイテペケ火山（英語版）の頂上近くで話されているのが1970年代はじめにライル・キャンベルによって発見された。この言語は他の言語ともっとも違いが大きく、チキムリージャの言語とは相互理解可能でない。母語として流暢に話せる者はすでに消滅したが、半話者は残っているかもしれない。
- チキムリージャ語 - 消滅。
- グアサカパン語 - 消滅したが、半話者が残る。

Glottologにはこれらに加えて以下の言語がある。
- シナカンタン語[3]

フラウケ・ザクセ(2010)によると、どの言語でも完全に流暢に話せる話者はすでに死亡し、現在の話者は半話者のみである。

## 歴史
シンカ語族はマヤ語族からの多くの借用語があり、とくに農業用語に多い。このことはマヤ人と広範な接触があったことを示す。
16世紀にシンカ族の地は太平洋岸からハラパの山地にまで広がっていたが、1524年にスペイン帝国に征服され、多くの人々は奴隷にされて強制的に今のエルサルバドルを征服するために協力させられた。サンタ・ローサ県クイラパにある町・川・橋に「Los Esclavos」（奴隷たち）という名前がついているのはこのことに由来する。
1575年以降、シンカ族の文化的な消滅の速度は増したが、主な原因は他の地域への移住による。このことはまたシンカ語話者数の減少にも貢献した。シンカ語に関する最古の記録は、1769年にタシスコを訪れたペドロ・コルテス・イ・ララス大司教によるものである。

### 現状
シンカ語が最後まで話されていたのはサンタ・ローサ県とフティアパ県であった。1991年の段階で25人の話者しかいないと報告されていた。『Encyclopedia of Language and Linguistics』の2006年版では話者数が10人未満と伝えている。しかしながら2002年の国勢調査では16,214人のシンカ族のうち1,283人がシンカ語を話すと解答している。おそらくそれらは半話者か、シンカ語のいくつかの語彙やいいまわしを知っている人々であろう。2010年以前に流暢に話せる者は死亡し、半話者のみが残る。

## 分布
シンカ語族の言語はかつてはより広く分布していたことが、シンカ語に由来する多数の地名から明らかである(Campbell 1997:166)。これらの地名は地名接頭辞ay-（……の場所、Ayampuc, Ayarzaなど）、al-（……の場所、Alzatate）、san-（……の中、Sansare, Sansur）、あるいは地名接尾辞-(a)guaまたは -hua（町、住処。Pasasagua, Jagua, Anchagua, Xagua, Eraxagua）によって標示される。

## 音声
シンカ語族の言語の音韻体系は、現存する2つの言語の半話者によって示されるように違いがあった。

### 母音
シンカ語族には6つの母音があったことが一般に認められている。
|      | 前舌 | 中舌 | 奥舌 |
| ---- | ---- | ---- | ---- |
| 狭   | i    | ɨ    | u    |
| 半狭 | e    |      | o    |
| 広   | a    |      |      |

### 子音
シンカ語族の子音の数と種類は知られていない。以下の表はグアサカパン語の半話者が使用していたものである。
|          | 両唇音 | 両唇音 | 歯茎音 | 歯茎音 | 歯茎音 | 後部歯茎音 | 軟口蓋音 | 軟口蓋音 | 声門音 |
|          | 通常音 | 放出音 | 通常音 | 放出音 | 側面音 | 後部歯茎音 | 通常音   | 放出音   | 声門音 |
| -------- | ------ | ------ | ------ | ------ | ------ | ---------- | -------- | -------- | ------ |
| 閉鎖音   | p      | pʼ     | t      | tʼ     |        |            | k        | kʼ       | ʔ      |
| 摩擦音   |        |        | s      |        | ɬ      | ʃ          |          |          | h      |
| 破擦音   |        |        |        | t͡sʼ    |        | t͡ʃ         |          |          |        |
| 鼻音     | m      |        | n      |        |        |            |          |          |        |
| 接近音   |        |        |        |        | l      |            | ɰ        |          |        |
| ふるえ音 |        |        | r      |        |        |            |          |          |        |

スペイン語の影響の増大により、多くの若い半話者は/b, d, g, f, ŋ, ʂ/も音素として持っていた。

## 関連文献
- Rogers, Chris (2016). The Use and Development of the Xinkan Languages. University of Texas Press. ISBN 9781477308325